# 科布倫茨 (阿爾高州)

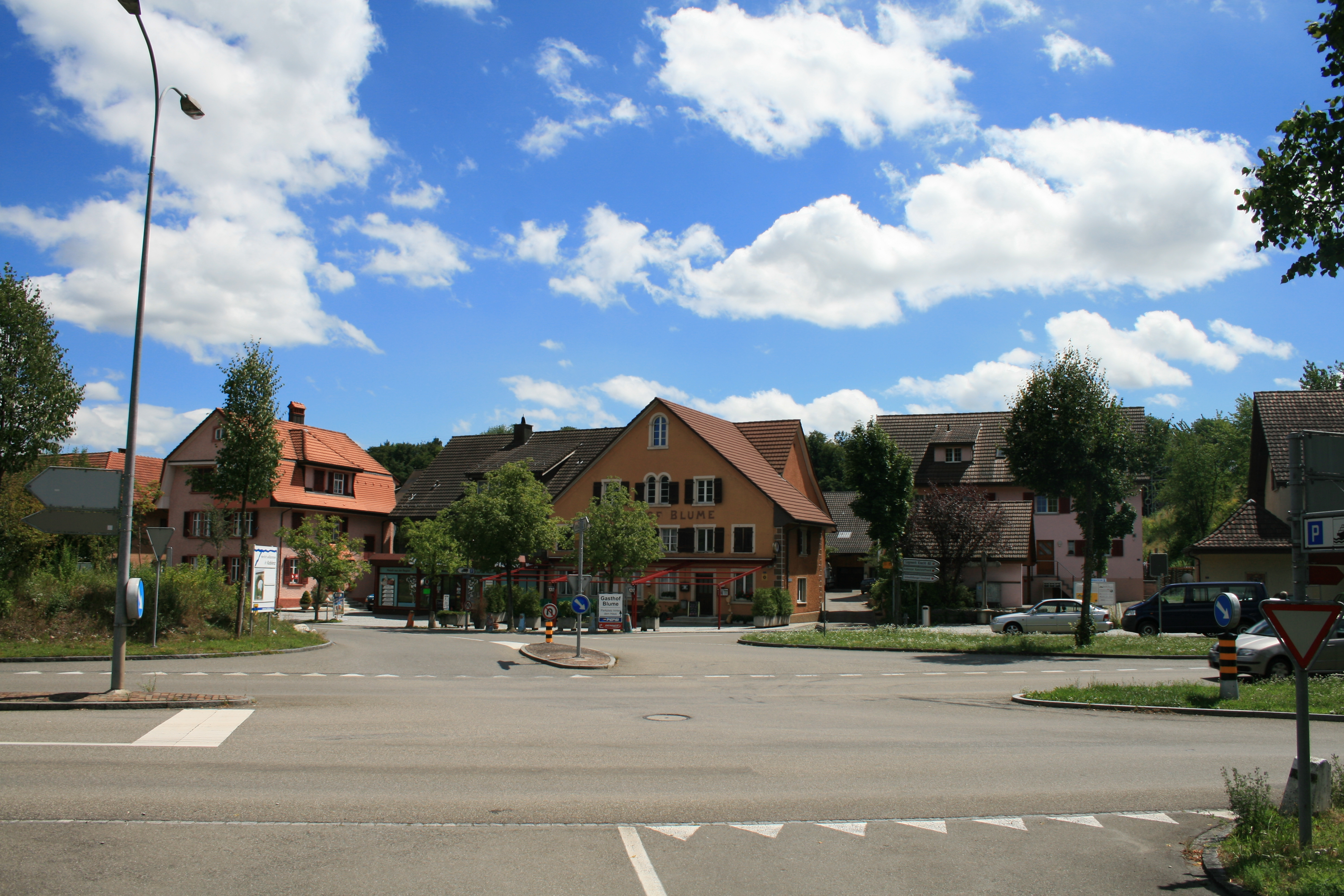

科布倫茨是瑞士的城鎮，位於該國北部，由阿爾高州負責管轄，面積4.08平方公里，海拔高度319米，2012年人口1,615，四成半人口信奉羅馬天主教，人口密度每平方公里396人。

## 外部連結
- Official municipality website （页面存档备份，存于） （德文）